# فرودگاه سیندل
فرودگاه سیندل (به انگلیسی: Sindal Airport) یک فرودگاه با کد یاتا CNL است . این فرودگاه در کشور دانمارک قرار دارد .